# Baisse du prix du pétrole de 2014-2016

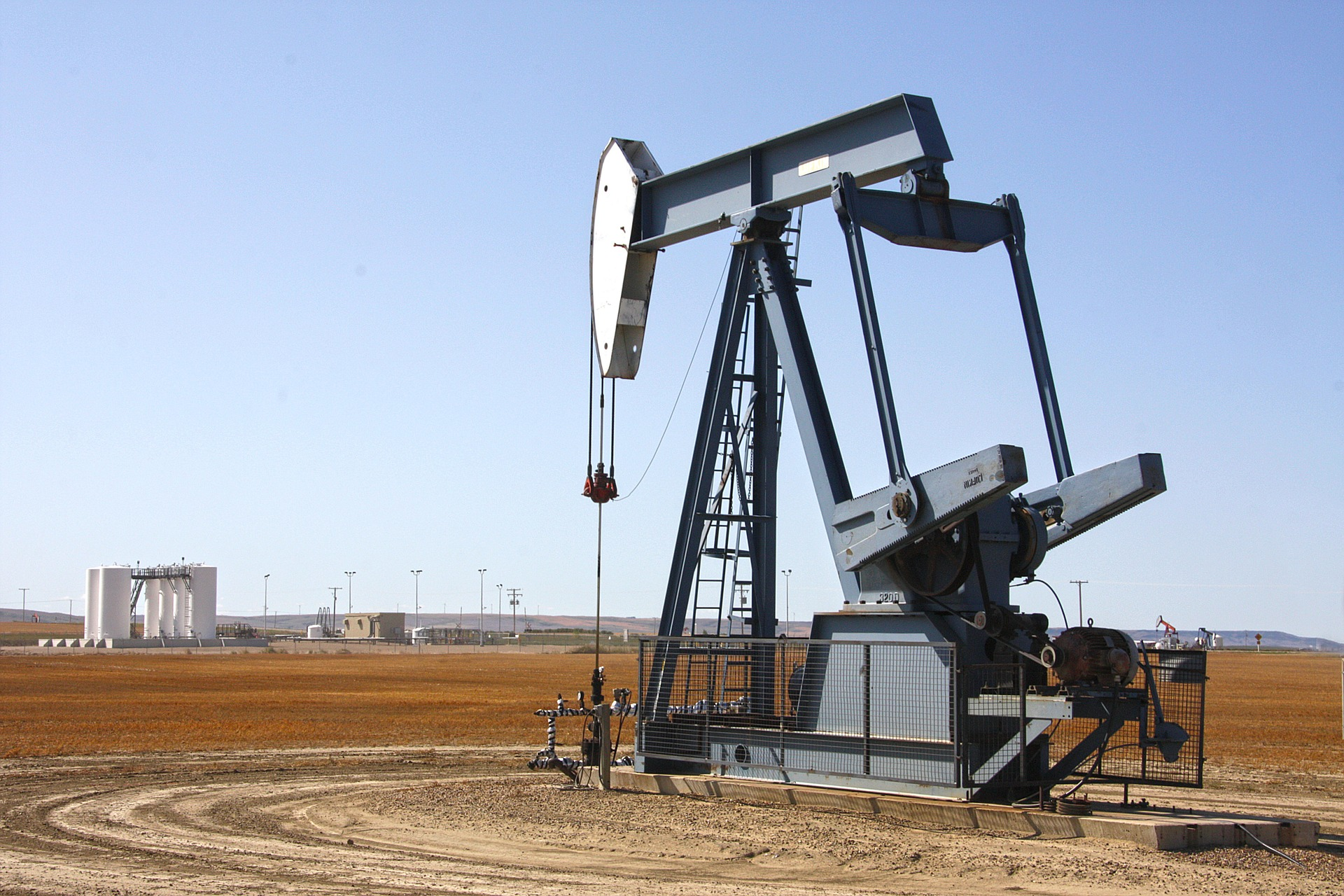
Puits de pétrole.

La baisse du prix du pétrole de 2014-2016 commence à partir de l’été 2014 lorsque le prix du pétrole baisse significativement, cette tendance se poursuivant jusqu'en 2016. Cette baisse des prix traduit un déséquilibre sur le marché pétrolier ; en effet la production pétrolière mondiale est en surproduction pendant cette période, c'est-à-dire que l'offre est supérieure à la demande. Cette baisse des cours s'inscrit dans un contexte géopolitique et économique particulier : ralentissement de l'économie chinoise, baisse de la demande mondiale, retour de l'Iran dans les échanges internationaux, rivalité entre les États-Unis et l'Arabie saoudite pour le contrôle des marchés, etc. Étant donné la place du pétrole dans l’économie mondiale et son importance géostratégique, une telle baisse induit de multiples conséquences.

## Causes
Entre juillet 2014 et février 2016 le cours du Brent a baissé de plus de 65 %, passant de 110 à 35 dollars par baril,. Selon certains analystes, le prix du baril ne devrait pas remonter au-dessus de 80 dollars avant 2020, et certains scénarios envisagent même des prix évoluant autour de 50 dollars le baril jusqu’à la fin de la décennie 2010,. Goldman Sachs évoque même la possibilité d'un pétrole à 20 dollars le baril. Plusieurs causes sont identifiables.

### Ralentissement économique de la Chine et des autres pays émergents
À partir de 2014 la croissance de l’économie chinoise connaît un certain ralentissement. De nombreux indicateurs sont en décélération comme les ventes au détail, la consommation d'électricité, les investissements en capital fixe (infrastructures) ou encore la production industrielle. Pour la première fois depuis la crise de 2008, la croissance économique de la Chine est tombée au troisième trimestre 2015 sous 7 % en rythme annuel, le produit intérieur brut (PIB) de la deuxième économie mondiale n’ayant progressé que de 6,9 %. Ce ralentissement a pour conséquence de réduire la croissance de la demande de pétrole. Dans le sillage de la Chine, les autres économies émergentes (Brésil notamment) ralentissent, ce qui affaiblit encore la demande mondiale. La modeste reprise économique en Europe ne contribue pas à augmenter la demande.

### Développement de la production de pétrole non conventionnel

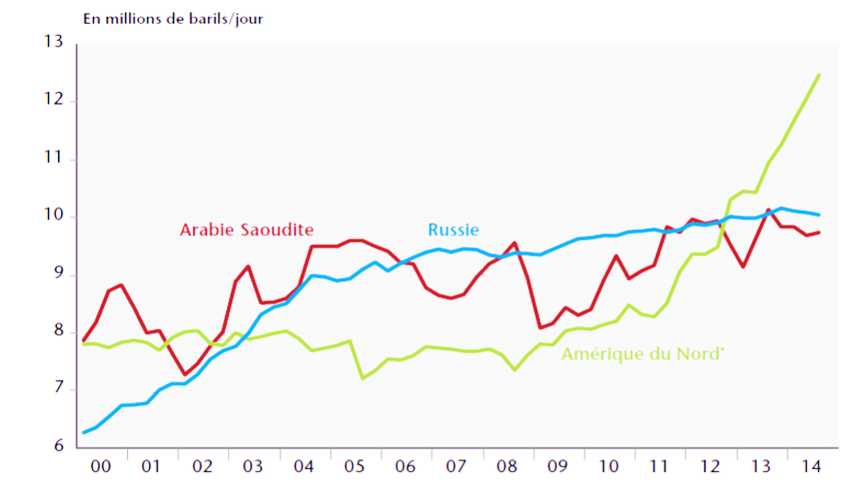
Évolution de la production de pétrole en Arabie Saoudite, Russie et Amérique du Nord (États-Unis et Canada).

La production de pétrole s'oriente à la hausse aux États-Unis à partir de 2008, grâce notamment à l’exploitation du pétrole de schiste. Les États-Unis produisaient plus 11 millions de barils par jour en 2014, une production jamais atteinte depuis le pic pétrolier de 1970. Le taux de dépendance des États-Unis vis-à-vis du pétrole étranger est ainsi passé de 60 % en 2005 à 30 % en 2016. Les progrès techniques dans l’exploitation des hydrocarbures de schiste à partir du début des années 2000 ont augmenté de manière exceptionnelle la rentabilité de ces forages, ce qui explique la hausse de la production pétrolière américaine. Cette dernière contribue à la surproduction mondiale qui pèse sur les prix.

### Décisions stratégiques de l’OPEP
Face à l’augmentation de la production aux États-Unis et à la baisse des prix, l’Organisation des Pays Exportateurs de Pétrole (OPEP) a décidé de maintenir sa production. Les pétromonarchies du golfe Persique entendent, du fait de la baisse des cours, déstabiliser la production de pétrole de schiste américain dont les coûts d’extraction sont beaucoup plus élevés et ainsi conserver leurs parts de marché. Cette politique, voulue par l’Arabie Saoudite qui bénéficie de très faibles coûts d’extraction, commence à porter ses fruits puisque la production américaine, qui devient non rentable, recule.

### Retour de l'Iran sur le marché pétrolier
Le 14 juillet 2015, les grandes puissances (États-Unis, Russie, Chine, France, Royaume-Uni et Allemagne) ont signé à Vienne un accord avec l'Iran sur le programme nucléaire de ce dernier. En échange d'une limitation du programme nucléaire de l'Iran pendant au moins une décennie, les sanctions occidentales qui pesaient sur le pays depuis 2012 sont levées. À partir de 2016 l'Iran peut donc de nouveau exporter son pétrole. L'offre de pétrole pourrait augmenter d'un million de barils par jour ce qui à terme pèserait sur les prix.

## Conséquences

### Ménages et entreprises
La baisse des cours finit par se répercuter sur les prix à la pompe. Début 2016, les prix des carburants dans les stations-services en France étaient au plus bas depuis 2009. De même, les prix du fioul baissent. Ceci a pour conséquence d’augmenter le pouvoir d’achat des ménages qui peuvent reporter leur consommation sur d’autres produits. Le recul du prix du pétrole a représenté un gain de 10 milliards d’euros pour les ménages français en 2015.
La baisse du prix du pétrole représente une baisse des coûts pour les entreprises. L’impact est d’autant plus important pour les sociétés grosses consommatrices d’hydrocarbures. C’est une aubaine pour les secteurs très énergivores comme par exemple l’agriculture ou les transports. Ainsi ces dernières peuvent soit redistribuer ce gain aux consommateurs en baissant leurs prix soit reconstituer leurs marges. On constate que les entreprises ont privilégié leurs marges, puisque le taux de marge est remonté de 29 % de la valeur ajouté en juillet 2014 à 31,2 % en juin 2015. Cette remontée provient de la baisse du pétrole et de celle des charges (CICE), chacune comptant pour moitié. La baisse du prix du pétrole aurait permis d'augmenter la croissance de 0,3 point du PIB français durant le premier semestre 2015.

### Risques financiers
Une large partie des recettes fiscales des pays producteurs de pétrole comme les membres de l’OPEP ou la Russie repose sur leurs exportations de pétrole. Quand les prix baissent, leurs recettes diminuent et les déficits se creusent. En 2015, le déficit public de l’Arabie Saoudite a atteint 21 % du PIB, soit 98 milliards de dollars. Certains pays qui n’ont pas accumulé de réserves de change suffisantes comme notamment le Venezuela qui subit une grave crise économique, souffrent de la situation,,. Les difficultés que connaissent ces pays peuvent les conduire à réduire leurs importations, notamment en provenance des pays occidentaux, ce qui pour ces derniers vient contrebalancer au moins en partie l'effet positif de la baisse des prix.
Par ailleurs, les exploitations d'hydrocarbures de schiste en Amérique du Nord connaissent des coûts d'extractions supérieurs à ceux des pays du Golfe ; leur seuil de rentabilité est donc plus élevé, soit entre 50 et 60 dollars. La dette cumulée de ces exploitations s'élevait, en février 2016, à 180 milliards de dollars. Si un grand nombre de ces exploitations vient à faire faillite face à la concurrence internationale, un éclatement de cette bulle de dette n'est pas à exclure, avec toutes les conséquences que cela impliquerait.
Les hydrocarbures représentent plus de 95 % des exportations et 60 % des recettes en Algérie, la baisse des prix du pétrole a eu un effet fortement négatif sur l'économie de l'Algérie, mettant en évidence son manque de diversification, et faisant fortement baisser les réserves de devises,.

### Risques écologiques
La baisse du prix du pétrole augmente le coût d'opportunité du passage à un mode de développement qui consommerait moins d'énergie fossile. En cela cette baisse peut retarder la transition énergétique et écologique.

### Déflation: risques en Europe et possible aggravation au Japon

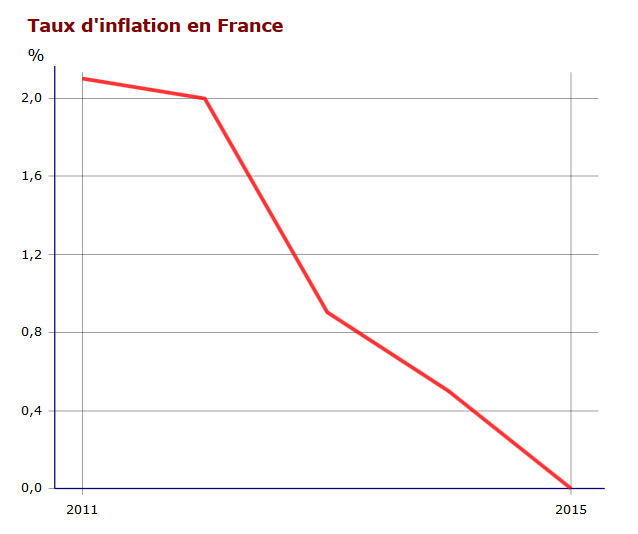
L'inflation en France s'inscrit dans une tendance baissière depuis 2011.

La déflation est un phénomène de baisse durable des prix. Si les consommateurs anticipent que la baisse des prix va se poursuivre, ils sont incités à reporter à plus tard leur consommation, ce qui affaiblit la demande adressée aux entreprises, qui mécaniquement vont réduire leur activité, ce qui aboutit finalement à une baisse des revenus et à une baisse de la consommation etc. Une spirale déflationniste se met en place.
L'inflation en France et dans l'Union européenne en général s'inscrit dans une tendance baissière depuis 2011, certains États membres ayant même connu des épisodes d'inflation négative. Le Japon a connu de nombreuses périodes de déflation depuis 1985. Au début de 2016, le niveau des prix à la consommation est toujours resté inférieur – pendant plus de 17 ans - à celui de décembre 1998. C'est dans ce contexte qu'intervient la baisse du prix du pétrole qui ne peut que venir amplifier ce phénomène, en faisant baisser sensiblement les prix à la consommation,,.